# Августынюк, Александр Иванович
Александр Иванович Августынюк (30 октября 1908 — 9 мая 1989) — советский работник транспорта, писатель, Почётный железнодорожник СССР.

## Биография
Родился 30 октября 1908 года в городе Вильно. В 1927 году поступил в филиал Ленинградского техникума путей сообщения имени Дзержинского, где получил диплом по специальности «техник-эксплуатационник железнодорожного транспорта».
Получив диплом, некоторое время проживал в Гатчине с женой, работал стрелочником, дежурным и начальником станции, старшим инженером Ленинград-Финляндского отделения (5-е отделение службы Движения). В начале Великой Отечественной войны оно было единственным действовавшим тогда в блокированном городе, обеспечивавшим связь с ледовой Дорогой жизни. В качестве заместителя начальника отделения организовывал движение по Дороге Победы, по которой поезда по отбитому у врага коридору вдоль Ладожского озера ходили на Большую землю. Эти события он описал в статье «На Финляндской линии», опубликованной в книге «Октябрьская фронтовая». Награждён несколькими медалями, в том числе «За оборону Ленинграда».
Все 900 дней блокады Александр Августынюк оставался в осаждённом городе. О бомбёжках, артобстрелах, о голоде, о героизме ленинградцев, о подвигах железнодорожников, обеспечивавших работу Дороги Жизни и Дороги Победы, он, как очевидец и участник тех событий, писал в своем блокадном дневнике. Эта тетрадь хранится ныне в Центральном музее Октябрьской дороги.
После войны Александр Иванович работал ревизором по безопасности движения Северо-Западного округа путей сообщения, помощником начальника Ленинград-Московского отделения. Затем стал штатным историком Октябрьской дороги, и вскоре вышли в свет его книги «Сквозь блокаду», «В огненном кольце», «Первая магистраль» (в соавторстве с М. Гвоздевым). Написал также несколько книжек для детей.
С 1951 года и до ухода на пенсию работал корреспондентом газеты «Гудок». Хорошо зная транспорт, квалифицированно освещал работу железнодорожников, опыт передовых предприятий, новаторов производства, поднимал острые проблемы, не боялся критиковать. Писал в другие газеты, в том числе и в «Октябрьскую магистраль».
За проявленную инициативу в освещении и обобщении опыта по организации работ локомотивных бригад в 1953 году награждён знаком «Почётный железнодорожник».
Последние годы жизни Александр Иванович работал в ЦМОЖД. Принимал участие в написании первого путеводителя по музею и текстов экскурсий.
Скончался 9 мая 1989 года и похоронен в Гатчине на старом кладбище.

## Семья
- Жена — Тамара Александровна Вардашева (ум. ?), артистка Осетинского ансамбля песни и пляски.
  - Дочь (приёмная) — Ольга Олеговна Вардашева (1946—2023), советская и российская актриса и певица (меццо-сопрано) . Заслуженная артистка РСФСР (1980) и Северо-Осетинской АССР (1977).